# 孟洼遗址
孟洼遗址，位于山东省聊城市莘县朝城镇西孟庄村，是中华人民共和国山东省文物保护单位之一。
2006年12月7日，授予山东省文物保护单位，是一座古遗址。